# Stephen Chow Sau-yan
Stephen Chow Sau-yan SJ (en chino tradicional: 周守仁, en pinyin: Zhōu Shǒurén; Hong Kong, 7 de agosto de 1959) es un psicólogo, profesor y eclesiástico católico chino, obispo de Hong Kong desde 2021.

## Biografía
Stephen nació el 7 de agosto de 1959, en la ciudad-región china del entonces Hong Kong británico.
Tras realizar estudios en la Universidad de Minnesota, obtuvo una licenciatura (1979) en Psicología y Filosofía y una maestría (1984) en Psicología de la Educación.
Obtuvo una licenciatura en Filosofía, en el Milltown Institute of Theology and Philosophy de Dublín (1988).
Estudió en el Holy Spirit Seminary College de Hong Kong, de 1990 a 1993, donde obtuvo una licenciatura en Teología. Luego continuó sus estudios en la Universidad Loyola Chicago, donde en 1995 consiguió una maestría en Desarrollo organizacional.
En el 2000, inició su tercera estancia de estudios en Estados Unidos, asistiendo a la Universidad de Harvard, donde obtuvo el doctorado en Psicología del desarrollo, el 8 de junio de 2006 con una tesis doctoral titulada: "Understanding moral culture in Hong Kong secondary schools: relationships among moral norm, moral culture, academic achievement motivation, and empathy ("Comprensión de la cultura moral en las escuelas secundarias de Hong Kong: relaciones entre normas morales, cultura moral, motivación para el éxito académico y empatía").

### Vida religiosa
Ingresó a la Compañía de Jesús en septiembre de 1984, completando el noviciado en Dublín de 1984 a 1986.
Realizó su primera profesión de votos religiosos el 27 de septiembre de 1986. Luego regresó a natal Hong Kong y trabajó como profesor en el Wah Yan College de Kowloon, de 1988 a 1990.
Fue ordenado diácono en 1993. Su ordenación sacerdotal fue el 16 de julio de 1994, en la Catedral de Hong Kong, a manos del cardenal-obispo John Baptist Wu.
De 1996 a 2000, Stephen Chow Sau-yan trabajó como capellán y nuevamente como profesor en el Wah Yan College de Kowloon.
- Capellán y profesor en el Wah Yan College de Kowloon (1996-2000).[1]

Realizó  la profesión solemne el 17 de abril de 2007.
- Supervisor de dos colegios jesuitas en Hong Kong y del Wah Yan College en Kowloon (2007-¿?).
- Profesor asistente honorario en la Universidad de Hong Kong (2008-2015).[2]
- Formador en el noviciado de los Jesuitas (2009-2017).
- Presidente de la Comisión de Educación de la Provincia Jesuita de China (2009-¿?).
- Profesor a tiempo parcial de Psicología en el Holy Spirit Seminary College de Hong Kong (2012-¿?).
- Miembro del Consejo Presbiteral de la diócesis de Hong Kong (2012-2014).
- Consultor provincial de la Provincia Jesuita de China (2013-2017).

En octubre de 2016 participó en la 36.ª Congregación general de la Compañía de Jesús, que eligió a Arturo Sosa Abascal como nuevo superior general.
- Miembro del Consejo diocesano de Educación (2017-¿?).
- Provincial de la Provincia Jesuita de China (2018-2021).
- Subsecretario de la Asociación de Superiores Religiosos de Institutos Masculinos de Hong Kong (2020-2021).

### Episcopado

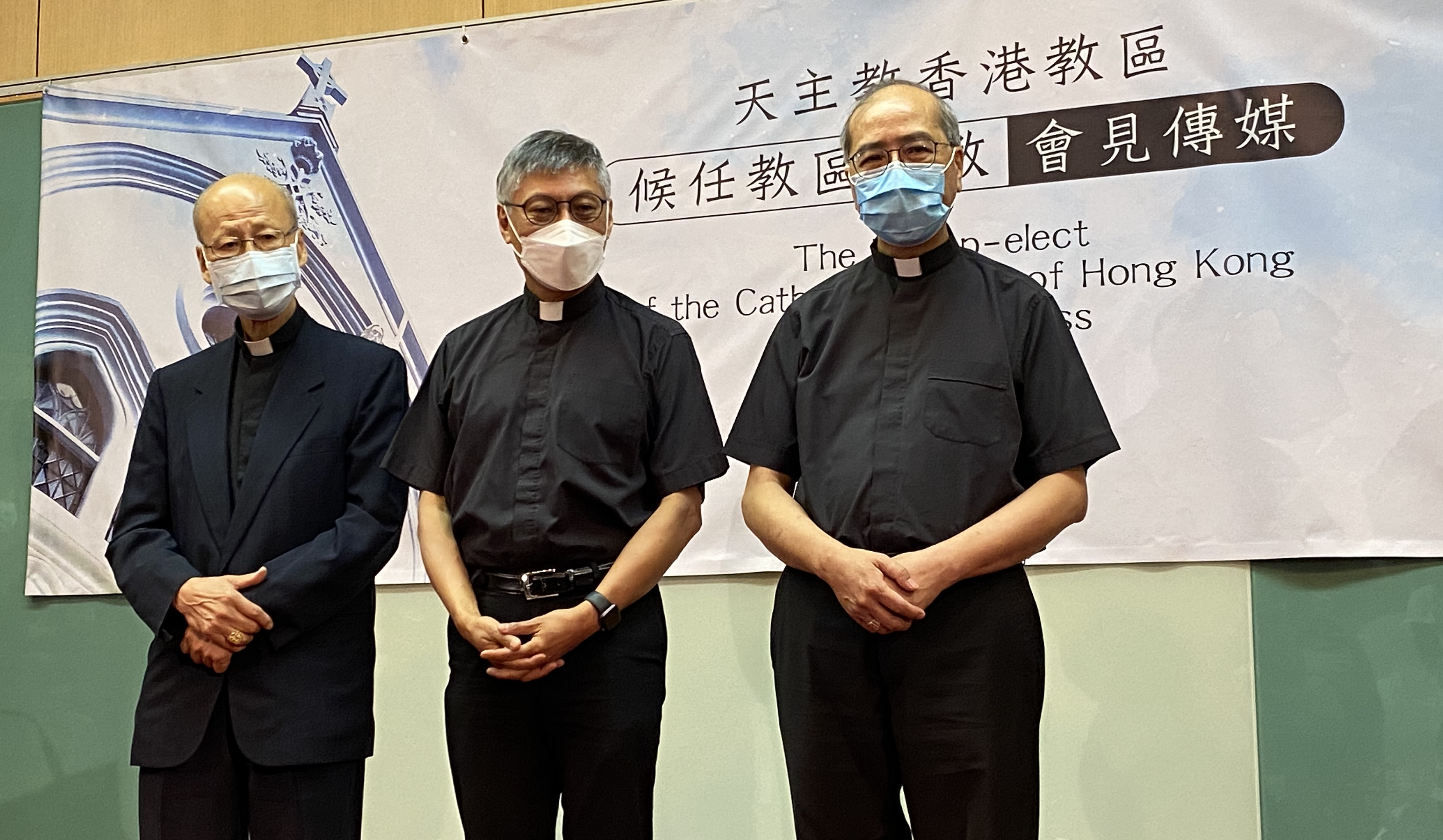
Chow (centro) durante su presentación como obispo.

El 17 de mayo de 2021, el papa Francisco lo nombró obispo de Hong Kong, sucediendo a Michael Yeung, que falleció el 3 de enero de 2019.
Su nombramiento fue calificado como una sorpresa por la revista jesuita América, dado que no había sido mencionado previamente como uno de los probables candidatos para el puesto. Sin embargo, la agencia de noticias Union of Catholic Asian News mencionó en enero de 2019, poco después de la muerte del obispo Yeung, que dos de los candidatos eran jesuitas, sin nombrarlos específicamente. Chow reveló cómo inicialmente rechazó el nombramiento episcopal en diciembre de 2020, ya que opinaba que el cargo debería ser asumido por un miembro del clero secular; sin embargo, finalmente cedió después de recibir una carta escrita a mano del papa Francisco.
Además de su escudo, escogió como lema la frase: Ad maiorem Dei gloriam, que traducido significa "Para mayor gloria de Dios".
Fue consagrado el 4 de diciembre del mismo año, en la Catedral de Hong Kong, a manos del cardenal-obispo John Tong Hon. Tomó posesión canónica el mismo día de su ordenación.

### Cardenalato

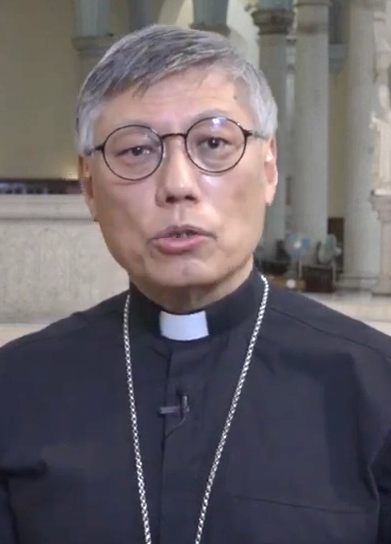
Chow durante una entrevista, en mayo de 2022.

El 9 de julio de 2023, durante el Ángelus del papa Francisco, se hizo público que sería creado cardenal. Chow comentó sobre el nombramiento:
Creo que el nombramiento como cardenal fortalecerá el papel de la Iglesia católica en Hong Kong como iglesia puente, para promover intercambios e interacciones entre China continental y la Iglesia universal.
Fue creado cardenal por el papa Francisco durante el consistorio del 30 de septiembre del mismo año, con el titulus de cardenal presbítero de San Juan Bautista de La Salle.
El 4 de octubre de 2023, fue nombrado miembro del Dicasterio para el Diálogo Interreligioso.
El 9 de julio de 2024, fue nombrado miembro de la Pontificia Academia de Ciencias Sociales.

## Ideologías
En abril de 2023, Chow visitó la arquidiócesis de Pekín. Se reunió con el arzobispo Joseph Li Shan, visitó varias iglesias y el cementerio de Zhalan, que alberga la lápida de Matteo Ricci. Durante la visita dijo a la prensa:
"A todos les gustaría que a su propio país le vaya bien, nadie quiere que le vaya mal. Creo que es el deber de todos ser patrióticos si eres ciudadano de Hong Kong o de China continental". 
La suya fue la primera visita a Beijing de un obispo de Hong Kong desde 1985. Después de regresar a Hong Kong, dio más detalles sobre su llamado al patriotismo. Él dijo:
"Como muchos habitantes de Hong Kong, crecí durante la era colonial, cuando el sentimiento y la identidad nacionales difícilmente podían ser parte de nuestra conciencia. Se puede decir que nuestra sangre no lleva ningún amor por la nación... Se requiere un esfuerzo adicional para cambiar esta mentalidad y es aún más difícil hacerlo después de experimentar los cambios sociales y políticos de la última década... Creo que tanto el gobierno central como el local también son conscientes de ello. Realmente necesitamos la guía del Espíritu Santo para poder amar a nuestro país y a nuestras iglesias al mismo tiempo".
También llamó al diálogo con el gobierno y a que la gente ayude al gobierno a mejorar por el bien del país. En mayo de 2023, comentó que no creía que el acuerdo entre el Vaticano y China estuviera 'muerto', a pesar de las disputas sobre la instalación unilateral de obispos por parte de Beijing. En mayo de 2023, Chow dijo que:
"El destino de la Iglesia en China es inseparable del del país, ya que todos los miembros de la Iglesia son también chinos".

## Escudos de armas
|        |
| Obispo |

|          |
| Cardenal |